# Piotr Dziemiańczuk
Piotr Dziemiańczuk – dziennikarz Telewizji Polskiej (TVP3) w Szczecinie.  
Ukończył VII LO im. K.K. Baczyńskiego, a następnie Akademię Rolniczą w Szczecinie. Trzykrotnie przebywał w Iraku, skąd relacjonował najważniejsze wydarzenia podczas działań wojennych. 
Były reporter, prowadzący i wydawca programu informacyjnego „Kronika” oraz wydawca programu „Co niesie dzień”. W latach 2016–2017 wicedyrektor TAI.

## Nagrody i wyróżnienia
- "Dziennikarz roku 2013" – (2014)[3]
- Brązowy Medal "Za Zasługi Dla Obronności Kraju" (2008)[4]